# Barice, Srbija
Barice (izvirno srbsko Барице) je naselje v Srbiji, ki upravno spada pod Občino Plandište; slednja pa je del Južnobanatskega upravnega okraja.

## Demografija
V naselju živi 483 polnoletnih prebivalcev, pri čemer je njihova povprečna starost 44,8 let (42,6 pri moških in 46,8 pri ženskah). Naselje ima 195 gospodinjstev, pri čemer je povprečno število članov na gospodinjstvo 3,07.
To naselje je v glavnem romunsko (glede na popis iz leta 2002).
|  |

| Demografija | Demografija     | Demografija     |
| Leto        | Št. prebivalcev | Št. prebivalcev |
| ----------- | --------------- | --------------- |
|             |                 |                 |
|             |                 |                 |
|             |                 |                 |
|             |                 |                 |
| 1948        | 1332            |                 |
| 1953        | 1359            |                 |
| 1961        | 1331            |                 |
| 1971        | 1259            |                 |
| 1981        | 1044            |                 |
| 1991        | 887             | 709             |
| 2002        | 772             | 598             |
|             |                 |                 |

| Etnična sestava po popisu iz leta 2002 | Etnična sestava po popisu iz leta 2002 | Etnična sestava po popisu iz leta 2002 | Etnična sestava po popisu iz leta 2002 | Etnična sestava po popisu iz leta 2002 |
| -------------------------------------- | -------------------------------------- | -------------------------------------- | -------------------------------------- | -------------------------------------- |
| Romuni                                 | Romuni                                 |                                        | 533                                    | 89,13%                                 |
| Srbi                                   | Srbi                                   |                                        | 29                                     | 4,84%                                  |
| Madžari                                | Madžari                                |                                        | 6                                      | 1,00%                                  |
| Romi                                   | Romi                                   |                                        | 5                                      | 0,83%                                  |
| Jugoslovani                            | Jugoslovani                            |                                        | 4                                      | 0,66%                                  |
| Makedonci                              | Makedonci                              |                                        | 3                                      | 0,50%                                  |
| Slovaki                                | Slovaki                                |                                        | 2                                      | 0,33%                                  |
| Nemci                                  | Nemci                                  |                                        | 1                                      | 0,16%                                  |
| Bolgari                                | Bolgari                                |                                        | 1                                      | 0,16%                                  |
| Neznano                                | Neznano                                |                                        | 10                                     | 1,67%                                  |